# Tacit Investment
Tacit Investment – spółka inwestycyjna operująca na rynku nieruchomości luksusowych w sektorze apartamentowym, hotelowym oraz użyteczności publicznej. Wśród jej realizacji znajdują się Cosmopolitan Twarda 2/4, Nobu Hotel Warsaw, hotel The Bridge we Wrocławiu, niepubliczne liceum Akademeia High School, klub sportowy Sinnet House of Sports.
Tacit Investment wchodzi w skład grupy kapitałowej kontrolowanej przez Gregory'ego Jankilevitscha i Wiaczesława Smołokowskiego. W latach 2012–2015 prezesem zarządu spółki był Michał Borowski.